# Powiat Higashitagawa
Powiat Higashitagawa (jap. 東田川郡 Higashitagawa-gun) – powiat w Japonii, w prefekturze Yamagata. W 2024 roku liczył 26 244 mieszkańców.

## Miejscowości
- Mikawa
- Shōnai